# Mido
Pour les articles homonymes, voir Mido (homonymie).
Ahmed Hossam Hussein Abdelhamid (en arabe : احمد حسام حسين عبد الحميد), plus connu sous le surnom de Mido (en arabe : ميدو), est un footballeur international égyptien né le 23 février 1983 au Caire, qui évoluait au poste d'attaquant. Depuis janvier 2014, il s'est reconverti entraîneur, puis en juin 2016, il devient brièvement conseiller technique. En novembre 2016, il redevient entraîneur.
Mido commence sa carrière de footballeur en 1999 dans son club formateur du Zamalek Sporting Club, en Égypte. Il quitte l'Égypte pour le club belge du KAA La Gantoise en 2000, où il remporte le Soulier d'ébène belge. Puis il rejoint les Néerlandais de l'Ajax Amsterdam en 2001, avant de jouer au Celta Vigo en 2003. 
Après avoir évolué sous les couleurs de l'Olympique de Marseille en 2003 et de l'AS Rome en 2004, Mido découvre la Premier League en étant prêté pour dix-huit mois au Tottenham Hotspur FC avant de s'engager définitivement au club en 2006.
Il quitte le club en 2007 pour le Middlesbrough FC suivi d'un prêt de six mois en 2009 au Wigan Athletic FC. En juillet 2009, il est à nouveau prêté au Zamalek SC. Ne réussissant pas à se relancer au sein de son club formateur, il retourne en Angleterre début février 2010 en rejoignant West Ham en prêt pour un salaire de 1 000 £ par semaine.
Il rejoint l'Ajax Amsterdam en août 2010, où il a déjà joué de 2001 à 2003, et où il signe pour une durée d'une saison. Il quitte cependant le club en janvier 2011.
En équipe nationale, compte 19 buts pour 51 sélections. 
Il raccroche les crampons le 11 juin 2013 à l'âge de 30 ans.

## Carrière de footballeur

### Carrière en club

#### Zamalek et La Gantoise
Né au Caire, Mido commence sa carrière avec le club de première division égyptienne du Zamalek SC en 1999, à l'âge de seize ans. Il marque trois buts en quatre apparitions avec Zamalek, attirant ainsi l'attention du club belge de La Gantoise qui le recrute en 2000. Il remporte le Soulier d'ébène belge en 2001 lors de sa première et unique saison en Belgique.

#### Ajax Amsterdam
Mido est transféré au club d'Eredivisie de l'Ajax Amsterdam en 2001. Il subit une commotion cérébrale lors d'un match de Coupe de l'UEFA contre Limassol, après un choc avec un défenseur. Il fait son retour avec l'équipe contre le SC Heerenveen, un match perdu 5-1. Il est expulsé contre le FC Twente, après avoir frappé un adversaire tout en luttant pour récupérer le ballon, ce pour quoi il écope plus tard d'une suspension de trois matchs. Il est de retour contre Vitesse Arnhem, entrant en jeu à la 75e minute. Il n'apparaît pas sur le banc des remplaçants contre le Feyenoord Rotterdam en mars 2002, à la suite d'un accrochage verbal avec l'entraîneur Ronald Koeman, Mido quitte alors l'effectif pour un bref séjour au Caire. Mido marque lors de la victoire de l'Ajax sur le FC Utrecht en finale de la Coupe de la KNVB, terminant ainsi la saison 2001-2002 par le doublé Coupe-Championnat néerlandais.
Au début de la saison 2002-2003, Mido ne joue que 32 minutes contre le FC Groningue, affichant un manque de créativité. Il déclare ensuite qu'il était fatigué et souffrait d'une légère blessure durant le match, mais Koeman critique Mido en disant qu'il n'avait pas tout donné sur le terrain. Mido révèle en septembre 2002 qu'il souhaite quitter l'Ajax au cours du prochain mercato hivernal. Toutefois, Mido présente peu après ses excuses à Koeman et Leo Beenhakker pour ces velléités de départ, déclarant qu'elles sont « irresponsables » et « inconsidérées ». Il écope d'une amende et est suspendu pour le match de l'Ajax contre l'Olympique lyonnais. En décembre de cette année, Mido révèle qu'il veut rester à l'Ajax. Il marque pour l'Ajax lors de la correction infligée à Willem II Tilburg en février 2003 (6-0), mais Koeman critique à nouveau Mido, commentant de façon négative son rendement contre Roda JC en Coupe de la KNVB. Il est écarté pour le match suivant contre Feyenoord, ne figurant que sur le banc de touche. Il subit un claquage musculaire à la cuisse supérieure après un match amical avec l'Égypte, et est forfait pour le match de l'Ajax contre Groningue. Mido est relégué dans l'équipe réserve de l'Ajax pour raisons disciplinaires, officiellement pour manque d'effort à l'entraînement. Sa situation au club attire la convoitise des clubs de Serie A de la Juventus et de la Lazio de Rome et il a rapporté plus tard avoir jeté une paire de ciseaux à son coéquipier Zlatan Ibrahimović à la suite d'une dispute en mars.

#### Celta Vigo
Le Celta Vigo fait une offre de prêt pour Mido en mars, qui n'aboutit pas dans un premier temps car elle n'est pas approuvée par la FIFA. Cependant, la FIFA permet finalement la transaction et elle est officialisée le 18 mars,. Mido marque dès ses débuts avec le Celta Vigo contre l'Athletic Bilbao (2-1). L'Ajax évalue la valeur de Mido entre cinq et six millions d'euros, suscitant l'intérêt de clubs italiens et espagnols. Newcastle United est sur le point de faire une offre pour Mido en mai, mais elle est écartée par l'agent de Mido, Christophe Henrotay. L'Ajax tente de le faire revenir au club, mais il refuse afin de rester au Celta. Mido souffre d'une blessure musculaire contractée à l'entraînement en mai, mais il est rétabli pour le match du Celta face au Villarreal CF, qui voit Mido être expulsé et le Celta perdre 5-0. Mido est annoncé à l'AS Rome à la fin mai, le président romain Franco Sensi affirmant : « Je veux Mido », mais l'Ajax réplique qu'il attend 15 millions €. L'Ajax refuse une demande de prêt émanant du Real Betis pour Mido en juin. L'Olympique de Marseille a ensuite fait une offre pour l'attaquant et le Celta n'était pas prêt à s'aligner sur les 15 millions d'euros demandés par l'Ajax,.

#### Olympique de Marseille
L'Ajax accepte finalement une offre de 12 millions € de Marseille pour Mido et conclut le transfert sur un contrat de cinq ans, le 12 juillet 2003, qui fait de Mido le joueur égyptien le plus cher de l'histoire. Mido fait ses débuts avec l'OM contre le Dinamo Bucarest dans un match de pré-saison, lors duquel il doit sortir en raison d'une blessure. Il signe ensuite ses premiers buts pour le club contre le PAOK Salonique dans un autre match de pré-saison, marquant deux fois et contribuant à deux passes décisives. Il fait ses débuts officiels à Marseille contre l'En Avant de Guingamp le 1er août 2003. Jean-Pierre Papin rend hommage à Mido, en déclarant que c'est grâce à des joueurs comme lui que la Ligue 1 française est parmi les meilleurs championnats européens. Il marque contre le Real Madrid CF dans un match de Ligue des champions de l'UEFA en novembre, perdu par l'OM 2-1.
En mars 2004, Mido indique qu'il peut quitter Marseille à la fin de la saison 2003-2004. Un club anglais et plusieurs clubs espagnols sont sur les rangs pour la signature de Mido, qui est éclipsé à Marseille par Didier Drogba. L'Atlético Madrid, le Real Saragosse, l'Osasuna Pampelune et son ancien club du Celta Vigo disent tous être intéressés par la venue de Mido, l'Atlético se distinguant par l'intermédiaire de son directeur technique Toni Muñoz. Pendant ce temps, Mido est contrôlé en excès de vitesse sur la route pour le match de l'OM face à l'AS Monaco, ce qui lui vaut une convocation au tribunal. Certaines rumeurs font état de pourparlers avancés avec la Roma pour un montant de 9 millions €, et ce même si Mido s'est blessé jusqu'à la fin de la saison. L'équipe turque du Beşiktaş JK souhaite le faire signer, et Mido dit qu'il aurait eu un entretien avec Bobby Robson au sujet d'un passage éventuel à Newcastle United.

#### AS Rome
Mido signe finalement en faveur de la Roma, le dernier jour avant la fermeture du marché d'été des transferts de 2004, pour un montant de six millions €, et rejoint son ancien coéquipier Cristian Chivu. Du fait de son arrivée tardive, il manque le match d'ouverture de la saison, ainsi que les deux suivants. Mido fait ses débuts avec la Roma contre le FC Messine, en septembre 2004, un match perdu 4-3. Des rumeurs suggèrent que Mido pourrait être vendu à Valence CF dans un échange avec Bernardo Corradi et le pressentent également à Manchester City,. Le club de Southampton aurait eu Mido pour cible, mais son agent Christophe Henrotay dit que la Roma n'est pas disposée à laisser Mido quitter le club. Il est même rapporté qu'il a été proposé à Southampton pour un prêt, mais son nouvel agent, Mino Raiola, répète les déclarations antérieures, c'est-à-dire que la Roma souhaite garder Mido jusqu'au moins la fin de la saison. Il est ensuite annoncé à Tottenham Hotspur, et son agent confirme que Mido veut quitter Rome.

#### Tottenham Hotspur

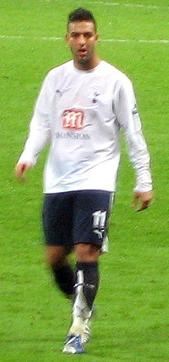
Mido jouant pour Tottenham Hotspur en 2007.

Mido est transféré à Tottenham pour un prêt de 18 mois en janvier 2005. Il marque deux buts pour ses débuts avec Tottenham contre Portsmouth en février 2005. Il marque trois buts en onze apparitions pour Tottenham au cours de la saison 2004-2005. Mido annonce en juillet 2005 son propre projet de lancement d'une académie de football en Égypte, qui a pour but de former les jeunes talents du pays. Mido déclare qu'il ne souhaite pas retourner à Rome, mais plutôt signer définitivement avec Tottenham. L'entraîneur de Tottenham, Martin Jol, déclare de son côté que le club est convaincu de la signature définitive de Mido en raison de ses bonnes performances, mais admet plus tard que Tottenham peut-être battu dans la course à la signature de Mido, car d'autres clubs s'intéressent à lui. Son transfert définitif est remis en question en avril 2006, après une nouvelle blessure. En 2005, Mido subit une agression de la part d'une petite section des supporters de Southampton et de West Ham United, l'entraîneur de ce dernier club Alan Pardew présente ses excuses pour le compte des supporters. Mido termine la saison 2005-2006 avec 11 buts en 27 matchs, en étant le second meilleur buteur de Tottenham. En mai 2006, Tottenham confirme que Mido serait de retour à la Roma.
Cependant, Mido réintègre l'effectif de Tottenham le 29 août sur un transfert définitif pour un montant de 6,75 millions d'euros,. Son retour à Tottenham ravit certains fans, et Mido écrit sur le site officiel du club qu'il a « toujours su dans son cœur qu'il serait de retour » et qu'il « est impatient de revêtir le maillot de Tottenham, de jouer à Lane et de marquer de nouveaux buts ». Toutefois, peu après cela, Mido est accusé d'être « irresponsable et irrespectueux » par son entraîneur Martin Jol, à la suite des commentaires de Mido concernant l'ancien joueur de Tottenham Sol Campbell. Après cinq premiers matchs sans but alors que titulaire, Mido trouve enfin le fond des filets contre les rivaux de West Ham avec une reprise de volée gagnante, suivie par deux buts contre l'équipe de quatrième division Milton Keynes Dons en Coupe de la Ligue. Mido doit composer avec le fait d'être parfois positionné comme le quatrième avant-centre de l'équipe, mais il insiste sur le fait que c'est un signe de force du club, et qu'il en était pleinement conscient avant de rejoindre le club. Cependant, il est approché par Manchester City. Mido marque ce qui semble être son dernier but pour Tottenham le 31 janvier 2007 contre Arsenal, mais son transfert potentiel à Manchester City tombe à l'eau une demi-heure avant la fermeture du marché des transferts. Mido admet finalement avoir commis une erreur en signant définitivement à Tottenham. Il termine la saison 2006-2007 avec 23 apparitions et cinq buts.

#### Middlesbrough
Le 20 juillet 2007, Tottenham reçoit une offre de six millions de livres de Birmingham City pour Mido. L'entraîneur de Birmingham, Steve Bruce, déclare que le transfert est loin d'aboutir étant donné les exigences de Mido sur le salaire et la durée du contrat. L'accord est finalement tombé à l'eau car Mido a insisté pour qu'une clause supplémentaire soit dans le contrat. En août 2007, Sunderland fait une offre de six millions £ pour le joueur et négocie avec lui. Parallèlement, Birmingham confirment qu'ils tentent de raviver leur accord pour faire signer Mido. Middlesbrough révèlent alors leur intérêt pour l'Égyptien en collant aux six millions de £ de Birmingham et Sunderland, et ont la permission de négocier avec lui. Les deux clubs et le joueur tombent d'accord sur un contrat de quatre ans le 16 août 2007. Il marque dès ses débuts à Middlesbrough face à Fulham et ensuite à son premier match à domicile contre Newcastle United. Pendant le match contre Newcastle, Mido aurait subi des attaques islamophobes de certains supporters de Newcastle, et la fédération anglaise lance une enquête.
Mido subit une fracture de stress à l'os du pubis qui le laisse pendant plus de trois mois sur la touche, de novembre 2007 jusqu'à son retour lors de la victoire 2-0 de Middlesbrough sur Mansfield Town en FA Cup le 26 janvier 2008,. Il est expulsé à la 80e minute dans un match contre Arsenal le 15 mars 2008, après avoir donné un coup de pied dans le visage de Gaël Clichy, et est suspendu pour trois matchs. Mido ne joue plus pour le reste de la saison 2007-2008 après une opération de hernie à la suite d'une blessure au pelvis. La saison suivante, Mido commence le match sur le banc pour le premier match de Middlesbrough en Premier League contre son ancien club de Tottenham, il entre comme remplaçant à la 82e minute et marque quatre minutes plus tard en déviant un tir de Didier Digard. La fin de semaine suivante, il marque contre Liverpool à Anfield pour permettre à Middlesbrough de mener 1-0, mais ils perdent finalement le match 2-1. Deux autres buts suivent contre Yeovil Town en League Cup et Portsmouth en championnat. Mido est à nouveau la cible de supporters de Newcastle pendant l'échauffement avant le match nul 0-0 de Middlesbrough, les chants racistes ont été étudiés par la Football Association.

#### Wigan Athletic
Mido conclut les négociations avec Wigan Athletic sur la base d'un prêt de six mois et rejoint ses nouveaux coéquipiers le 23 janvier 2009. Il marque dès ses débuts le but égalisateur contre Liverpool sur un penalty le 28 janvier. Il marque pour Wigan contre Arsenal mais Wigan s'incline 4-1 et il termine la saison avec douze apparitions et deux buts. À la suite de la relégation de Middlesbrough en deuxième division, Mido se fait remarquer par son absence lors de la reprise de l'entraînement, et il est finalement condamné à une amende par le club au bout d'une quinzaine de jours d'absence. Il revient s'entraîner avec le club un jour plus tard.

#### Retour au Zamalek
Le 26 juillet 2009, Middlesbrough accepte une offre, dont le montant n'a pas été divulgué, pour Mido d'un club anonyme. Le 3 août, Mido retourne chez son ancien club de Zamalek pour une saison, avec une option d'achat. Le 20 août, Mido fait des débuts décevants pour Zamalek, ratant un penalty en deuxième mi-temps et permettant au Petrojet de revenir dans le match (2-1).

#### West Ham United
Le 1er février 2010, Mido rejoint West Ham United pour un prêt de quatre mois, après que son prêt d'une saison avec Zamalek ait été résilié par consentement mutuel. Il déclare : « J'ai dû sacrifier certaines choses, mais je suis ici pour jouer au football à nouveau et pour prouver que j'ai raison. Je suis très heureux d'être ici, c'est un grand club - et je suis sûr que je vais faire de bonnes choses ici ». Le président de West Ham, David Sullivan, annonce que le contrat de Mido avec West Ham le place parmi les plus bas salaires de Premier League. Sullivan déclare : « Il ne veut pas être connu comme un has-been du football anglais, de sorte qu'il était prêt à venir ici pour jouer pour une somme modique, de 1 000 £ par semaine, ». Il fait ses débuts pour West Ham le 6 février lors de la défaite 2-1 à Burnley.

#### Retour à l'Ajax Amsterdam
En août 2010, il revient à l'Ajax en y signant un contrat d'une année. Il marque son premier but le 4 décembre 2010 sous ses nouvelles couleurs contre le NEC Nijmegen. Il quitte cependant le club en janvier 2011.

#### Retour au Zamalek
En janvier 2011, Mido fait son retour à son pays natal du côté du Zamalek.

#### Barnsley FC
En juin 2012, Mido va retrouver le championnat anglais. Le Pharaon, en fin de contrat avec son club, s’est engagé en faveur de l’équipe de Barnsley. L’attaquant de 29 ans a paraphé un bail d’une saison avec la formation qui évolue en Championship (2e division).

#### Retraite
Il raccroche les crampons le 11 juin 2013 à l'âge de 30 ans, après 14 ans de carrière. Au total, il aura disputé 272 matchs et marqué 82 buts.

### Carrière internationale
Mido joue treize fois pour l'équipe d'Égypte des moins de 20 ans entre 1999 et 2001.
Il obtient ensuite 51 sélections pour l'Égypte A et marque 19 buts. Mido marque lors de ses débuts internationaux contre les Émirats arabes unis, match remporté par l'Égypte 2-1. Lors du dernier match des qualifications pour la Coupe du monde 2002, l'Algérie affronte l'Égypte lors d'un match décisif pour les « Pharaons », qui s'ils l'emportent peuvent se qualifier pour la phase finale en Allemagne. Mido ouvre le score sur penalty mais Yassine Bezzaz égalise en fin de match. L'Algérie étant d'ores et déjà éliminée, Mido tente vainement de faire pression sur le gardien de but adverse Mohamed Hichem Mezair afin qu'il laisse marquer les Égyptiens. En mai 2004, Mido envoie un fax à l'équipe d'Égypte pour dire qu'il n'est pas disponible pour la sélection, écrivant qu'il n'est pas psychologiquement apte à la rejoindre. Mido fait partie de l'équipe d'Égypte qui dispute la Coupe d'Afrique des nations 2004.
En septembre 2004, le sélectionneur Marco Tardelli exclut Mido après qu'il a prétendu ne pas être disponible pour l'équipe nationale en raison d'une blessure, mais il dispute pourtant un match amical avec la Roma 24 heures plus tard,. Le lendemain, Mido nie avoir refusé de jouer pour son pays. En outre, la fédération égyptienne annonce qu'il ne jouerait plus pour l'équipe dorénavant. En 2005, Tardelli est limogé de son poste, la fédération égyptienne déclare alors qu'elle envisage de réintégrer Mido à l'équipe s'il présente ses excuses pour son comportement passé. Mido s'envole pour Le Caire en février 2005 et présente des excuses publiques. Le mois suivant, il est rappelé en équipe nationale,. Mido déclare forfait pour le match qualificatif pour la Coupe du monde 2006 contre le Cameroun, après avoir subi une déchirure musculaire en jouant avec Tottenham Hotspur.
Mido est à nouveau mis à l'écart de l'équipe nationale lors de la Coupe Afrique des nations 2006 à la suite d'une dispute avec l'entraîneur Hassan Shehata en demi-finale contre le Sénégal, qui commence après que Mido a été remplacé. Son remplaçant Amr Zaki marque alors d'une tête dès son premier ballon, envoyant l'Égypte en finale. Un jour plus tard, Mido se réconcilie avec Shehata, mais il reçoit une suspension de six mois de tout match international. Mido est finalement rappelé par l'Égypte à la suite de sa suspension pour les qualifications à la Coupe Afrique des nations 2008, où l'Égypte se qualifie. En novembre 2006, Mido est inclus dans l'équipe d'Égypte qui joue contre l'Afrique du Sud à Londres, malgré une légère blessure au genou. Il est toutefois laissé de côté lors du match qualificatif pour la Coupe d'Afrique des nations contre la Mauritanie en mars 2007.

## Après sa carrière de footballeur

### Carrière d'entraîneur
Le 23 janvier 2014, il devient entraîneur du Zamalek. Le club le limoge le 31 juillet de la même année.
Le 21 juillet 2015, il est nommé entraîeur de l'Ismaily.
Le 4 janvier 2016, il redevient entraîneur du Zamalek. Il est de nouveau limogé le 10 février de la même année.
Le 8 novembre 2016, après le limogeage de Patrice Carteron, il devient entraîneur de Wadi Degla SC.

### Carrière de conseiller
En juin 2016, il devient conseiller du club égyptien de Wadi Degla et du club belge de Lierse.

## Statistiques détaillées

### En club
Statistiques mises à jour au 15 mars 2012,
| Club                     | Saison       | Championnat | Championnat | Coupe nationale | Coupe nationale | Coupe de la Ligue | Coupe de la Ligue | Continental | Continental | Total | Total |
| Club                     | Saison       | App         | Buts        | App             | Buts            | App               | Buts              | App         | Buts        | App   | Buts  |
| ------------------------ | ------------ | ----------- | ----------- | --------------- | --------------- | ----------------- | ----------------- | ----------- | ----------- | ----- | ----- |
| Zamalek SC               | D1 1999-2000 | 4           | 3           | 0               | 0               | 0                 | 0                 | 1           | 0           | 5     | 3     |
| KAA La Gantoise          | D1 2000-2001 | 21          | 11          | 0               | 0               | 0                 | 0                 | 2           | 0           | 23    | 11    |
| AFC Ajax                 | D1 2001-2002 | 24          | 12          | 0               | 0               | 0                 | 0                 | 2           | 0           | 26    | 12    |
| AFC Ajax                 | D1 2002-2003 | 16          | 9           | 0               | 0               | 0                 | 0                 | 8           | 1           | 24    | 10    |
| Celta de Vigo            | D1 2002-2003 | 8           | 4           | 0               | 0               | 0                 | 0                 | 0           | 0           | 8     | 4     |
| Olympique de Marseille   | D1 2003-2004 | 22          | 7           | 0               | 0               | 0                 | 0                 | 11          | 2           | 33    | 9     |
| AS Rome                  | D1 2004-2005 | 8           | 0           | 0               | 0               | 0                 | 0                 | 4           | 0           | 12    | 0     |
| Tottenham Hotspur        | D1 2004-2005 | 9           | 2           | 2               | 1               | 0                 | 0                 | 2           | 1           | 13    | 4     |
| Tottenham Hotspur        | D1 2005-2006 | 27          | 11          | 0               | 0               | 0                 | 0                 | 0           | 0           | 27    | 11    |
| Tottenham Hotspur        | D1 2006-2007 | 12          | 1           | 3               | 1               | 4                 | 3                 | 4           | 0           | 23    | 5     |
| Middlesbrough FC         | D1 2007-2008 | 12          | 2           | 4               | 0               | 1                 | 0                 | 0           | 0           | 17    | 2     |
| Middlesbrough FC         | D1 2008-2009 | 13          | 4           | 1               | 0               | 1                 | 1                 | 0           | 0           | 15    | 5     |
| → Wigan Athletic (prêt)  | D1 2008-2009 | 12          | 2           | 0               | 0               | 0                 | 0                 | 0           | 0           | 12    | 2     |
| → Zamalek SC (prêt)      | D1 2009-2010 | 15          | 1           | 0               | 0               | 0                 | 0                 | 0           | 0           | 15    | 1     |
| → West Ham United (prêt) | D1 2009-2010 | 9           | 0           | 0               | 0               | 0                 | 0                 | 0           | 0           | 9     | 0     |
| → AFC Ajax (prêt)        | D1 2010-2011 | 5           | 2           | 1               | 1               | 0                 | 0                 | 0           | 0           | 6     | 3     |
| Zamalek SC               | D1 2010-2011 | 3           | 2           | 0               | 0               | 0                 | 0                 | 1           | 1           | 4     | 3     |
| Total                    | Total        | 220         | 73          | 11              | 3               | 6                 | 4                 | 35          | 5           | 272   | 85    |

### En sélection
Statistiques mises à jour au 15 mars 2012,,
| Buts de Mido en sélection | Buts de Mido en sélection | Buts de Mido en sélection | Buts de Mido en sélection | Buts de Mido en sélection | Buts de Mido en sélection | Buts de Mido en sélection | Buts de Mido en sélection          |
| ------------------------- | ------------------------- | ------------------------- | ------------------------- | ------------------------- | ------------------------- | ------------------------- | ---------------------------------- |
| 1                         | 6 janvier 2001            | Émirats arabes unis       | 2-1                       | Victoire                  | 90 min                    | 50e                       | Match amical                       |
| 2                         | 6 mai 2001                | Sénégal                   | 1-0                       | Victoire                  | 70e                       | 48e                       | Qualifications Coupe du monde 2002 |
| 3                         | 3 juin 2001               | Soudan                    | 3-2                       | Victoire                  |                           | 51e                       | Qualifications CAN 2002            |
| 4                         | 3 juin 2001               | Soudan                    | 3-2                       | Victoire                  |                           | 79e                       | Qualifications CAN 2002            |
| 5                         | 21 juillet 2001           | Algérie                   | 1-1                       | Nul                       | 90 min                    | 60e (pen.)                | Qualifications Coupe du monde 2002 |
| 6                         | 30 décembre 2001          | Qatar                     | 2-2                       | Nul                       | 90 min                    | 76e                       | Match amical                       |
| 7                         | 6 janvier 2002            | Mali                      | 1-2                       | Défaite                   | 90 min                    | 90+3e (pen.)              | Match amical                       |
| 8                         | 11 janvier 2002           | Burkina Faso              | 2-2                       | Nul                       | 45e                       | 35e                       | Match amical                       |
| 9                         | 31 janvier 2002           | Zambie                    | 2-1                       | Victoire                  | 90 min                    | 34e                       | CAN 2002                           |
| 10                        | 29 mars 2003              | Maurice                   | 1-0                       | Victoire                  | 90 min                    | 45e                       | Qualifications CAN 2004            |
| 11                        | 8 juin 2003               | Maurice                   | 7-0                       | Victoire                  | 64e                       | 9e (pen.)                 | Qualifications CAN 2004            |
| 12                        | 8 juin 2003               | Maurice                   | 7-0                       | Victoire                  | 64e                       | 24e                       | Qualifications CAN 2004            |
| 13                        | 20 juin 2003              | Madagascar                | 6-0                       | Victoire                  | 90 min                    | 43e                       | Qualifications CAN 2004            |
| 14                        | 10 octobre 2003           | Sénégal                   | 1-0                       | Victoire                  | 90 min                    | 58e                       | Match amical                       |
| 15                        | 15 novembre 2003          | Afrique du Sud            | 2-1                       | Victoire                  | 90 min                    | 90e                       | Match amical                       |
| 16                        | 27 mars 2005              | Libye                     | 4-1                       | Victoire                  | 72e                       | 55e                       | Qualification Coupe du monde 2006  |
| 17                        | 4 septembre 2005          | Bénin                     | 4-1                       | Victoire                  | 74e                       | 71e                       | Qualification Coupe du monde 2006  |
| 18                        | 16 novembre 2005          | Tunisie                   | 1-2                       | Défaite                   | 90 min                    | 49e                       | Match amical                       |
| 19                        | 20 janvier 2006           | Libye                     | 3-0                       | Victoire                  | 90 min                    | 17e                       | CAN 2006                           |

## Palmarès
Ajax Amsterdam
- Vainqueur du Championnat des Pays-Bas de football en 2002 et 2011.
- Vainqueur de la Coupe des Pays-Bas de football en 2002.
- Vainqueur de la Supercoupe des Pays-Bas en 2002.

### En sélection
Égypte
- Vainqueur de la Coupe d'Afrique des nations de football en 2006

 Égypte -20
- troisième Coupe du monde de football des moins de 20 ans en 2001

## Récompenses
- Lauréat du Soulier d'ébène belge en 2001.
- Prix du meilleur espoir de la CAF en 2002.